# Bill Carlsen
Bill Carlsen (* 1904; † 1979) war ein US-amerikanischer Jazz- und Unterhaltungsmusiker (Tenorsaxophon, Klarinette) und Bandleader, der in den 1920er-Jahren in der Musikszene von Milwaukee aktiv war.

## Leben
Carlsen leitete Anfang der 1920er-Jahre in einem Restaurant namens The Wisconsin Roof die Hausband, welche im Mittleren Westen der USA als The Wisconsin Roof Orchestra of Devine's (kurz: Wisconsin Roof Orchestra) populär war. Ab 1926 nahm die Band für das Paramount-Jazz-Sublabel Broadway auf, darunter Tiger Rag. Um 1929 spielte Carlsen unter eigenem Namen (Bill Carlsen & His Orchestra) in Wisconsin weitere, eher Jazz-orientierte Titel wie „Milenburg Joys“ und „Clarinet Marmalad“ ein. Die Aufnahmen wurden von John R. T. Davies auf dem Reissue-Label Jazz Oracle wiederveröffentlicht. Im Bereich des Jazz war er zwischen 1926 und 1931 an 12 Aufnahmesessions beteiligt. In den 1930er-Jahren leitete Carlsen, der „The Waltz King“ genannt wurde, bis 1936 das Orchester im Modernistic Ballroom, anschließend die Tanzband im Casa Loma Ballroom in St. Louis.

## Diskographische Hinweise
- Bill Carlsen - Devine's Wisconsin Roof Orchestra 1926-1928 (Jazz Oracle)